# Sabatina
La tribu Sabatina (o Sabàtia) fou una de les 35 tribus romanes amb dret de vot. El seu nom podria derivar dels sabatins (sabatini), un poble del Samni.